# Kanikehia
Kanikehia is een vooralsnog monotypisch geslacht van vlinders uit de familie van de bladrollers (Tortricidae). De wetenschappelijke naam van geslacht is voor het eerst geldig gepubliceerd in 2013 door Józef Razowski.
De typesoort is Kanikehia kanikehiana Razowski, 2013

## Soorten
- Kanikehia kanikehiana Razowski, 2013